# Stazione di Grand Canal Dock
La stazione di Grand Canal Dock è una stazione ferroviaria irlandese, situata a Dublino. Come molte delle stazioni della Dublin Area Rapid Transit si trova al di sopra della strada, con gradini che portano a Barrow street, vicino agli edifici della Google. La stazione consta di tre binari, i primi due accessibile tramite un ponte riservato al transito pedonale, e il terzo attraverso i binari stessi. 
Il binario uno non è fornito di cavi elettrici e presenta un'insegna permanente che invita a non salire a bordo dei treni dal suo stesso lato.
Questa stazione, aperta nel 2001, è rimasta per qualche anno la più recente di Dublino fino alla costruzione della stazione di Docklands, aperta nel marzo 2007.
Il luogo in cui questa stazione è stata costruita si trova di fronte ad un vecchio capannone per locomotive e lungo il corso della vecchia Dublin and Kingstown Railway.

## Servizi
- Servizi igienici
- Capolinea autolinee
- Biglietteria a sportello
- Biglietteria self-service
- Distribuzione automatica cibi e bevande